# 愛はズボーン
愛はズボーン（あいはズボーン）は、日本の4人組ロックバンド。バンド名は「日本人にしか付ける事の出来ない名前」をテーマに命名。語感は英語「I was born」。

## 略歴
「愛はズボーン」結成まで
- 2011年7月13日に大阪府にて金城昌秀(Gt,Vo)と儀間建太(Vo,Gt)の二人で結成。その後白井達也(Ba)、富永遼右(Dr)が加入し、現在の構成となる。
- 金城(Gt,Vo)と富永(Dr)は幼稚園時代に出会い、小学校は異なるが同じ塾に通い、大阪市立大正中央中学校、大阪市立扇町高等学校、キャットミュージックカレッジ専門学校で共に過ごす。中学時代は吹奏楽部、高校時代は軽音楽部と部活も同じ。高校時代はバンド「中之島クロコダイル」を結成し共に活動する。2学年下の儀間(Vo,Gt)は小・中・高が富永と同じ、中・高が金城と同じだが、金城とは中学時代は面識がなく、大阪市立扇町高等学校の軽音楽部で出会い、卒業後にさらに親交を深めるようになる。白井(Ba)は金城、富永とキャットミュージックカレッジ専門学校で出会う。金城、富永、白井の3人は2008年に「江坂キューティリップス」を結成し、村田賢治(「エキセントリックダイバーメン」Vo,Gt)を加えたツインボーカルバンドとして4人で活動するが2011年に解散。金城と儀間が活動を開始した愛はズボーンに白井、富永がそれぞれ加入し、現在の形になる[1]。
- 2019年10月02日のYES-fm『WEST SIDE JUNK ROCK』内で、結成当初、白井には金城から電話で正式に加入依頼があったが、富永にはサポートメンバーとしての誘いのみで8年目に入った現時点に至るまで行動を共にし続けていることが富永の口から明らかになった。本番組生放送終了後、同日金城と儀間の2人で開催していた「MAJIMEチャンネル」第1回公開生配信イベント後の「居残りGINGAクラブ」に白井、富永が合流。その席で改めて、金城「とみ、一緒にバンドやれへん？」、富永「ええよ」というやりとりがあり、事実上の正式メンバーとなった。
- バンド名は儀間が一人で音楽活動をしていた頃に自身で作成して使用していた名前である[2]。

2012年
- 2012年5月6日、デモ音源「パラレルナントカカントカ」リリース
- 2012年12月17日、デモ音源「エレクトリックオーシャンビュー」リリース

2013年
- 2013年12月8日、デモ音源「3！」リリース

2014年
- 2014年2月26日、デモ音源「恋のスーパーオレンジ」リリース

2015年
- 2015年2月4日、初の全国流通音源となる1st MINI ALBUM「IWZBN」を発表。本アルバムは、大阪心斎橋のライブハウスPangeaが新たに立ち上げたレーベル「TOUGH&GUY RECORDS」による初のリリースとなった[3]。

2016年
- 2016年2月10日、2nd MINI ALBUM「MAGMAそれは太陽のデジャヴュ」リリース。
- 2016年7月6日、1st シングル「RIKAKO」リリース。本作は儀間が全曲のメインボーカルおよび作詞を担当。タイトルトラックの「RIKAKO」は、彼がまだ見ぬ理想の女性"RIKAKO"について歌ったナンバーとなっている。また、3曲目の「BABY君は悪魔ちゃん」は岡崎体育がリミックスを手掛けた。本作のジャケットはちゃんたちもっもっが描いたRIKAKOを登場させた金城のデザインである。
- 2016年9月17日、「RIKAKO」リリース記念「東・名・阪・ドラ・ドラで満貫8000点ツアー」ファイナルにて、心斎橋Pangeaで初のワンマンライブを行う。

2017年
- 2017年4月5日、2nd シングル「ゆーらめりか」リリース。
- 2017年11月3日、初7inch record「銀ギラ」リリース。
- 2017年11月15日、1stフルアルバム「どれじんてえぜ」リリース。本アルバムのジャケットは黒田征太郎が手掛けた[4]。本作品は、2017年9月28日に大阪アメリカ村の心斎橋BIGSTEPにて行われた、愛はズボーンの生演奏に合わせて黒田征太郎が絵を描く生パフォーマンスイベントにて製作された50点以上の絵の中からメンバーが選んだものである。黒田征太郎の希望により、メンバーによって切り刻まれた原画はアルバム「どれじんてえぜ」初回プレス版に封入された[5]。また、本イベントで制作されたイラストの展覧会がカフェギャラリー「digmeout ART & DINER」にて開かれ、ライブパフォーマンスの映像も同会場で公開された[6]。
- 「eo Music Try 2017」に参加。インターネット投票を1位通過した後、2017年12月16日に開催されたグランプリ決定ライブに出場し、eo特別賞とPocky賞をダブル受賞した[7]。

2018年
- 2018年2月24日、1stフルアルバム「どれじんてえぜ」リリース記念「すぺ～すしゃとるつあ～2018」ファイナルにて、梅田shangri-laで2回目となるワンマンライブを行う。
- 2018年6月16日、会場限定シングル「でもごるごん」リリース。

2019年
- 2019年2月、LINE公式アカウントがスタート。キャンペーンとして、登録者のうち10名に1stデモ音源「パラレルナントカカントカ」がサイン入りでプレゼントされた。ジャケットは当時のものが残っていなかったため、金城がこのためだけに描き下ろした作品である。
- 2019年2月20日、3rdシングル「Psycho Western」をリリース。本作のジャケット作画は、金城が憧れている画家、早川モトヒロが手掛けた。また構成は、金城が尊敬するグラフィックデザイナー、岸浩司が担当した。又、本作リリースにあたっては、盟友岡崎体育との対談が「SKREAM！」2019年3月号に掲載された[8]。
- 2019年5月29日、4thシングル「インパルスラン！/えねるげいあ」リリース。本作のプロデューサーは日高央が務めた。
- 2019年9月、初のワンマンツアーを敢行。9月21日名古屋CLUB ROCK'N'ROLL、9月23日大阪梅田Shangri-La、9月29日東京下北沢SHELTERの東名阪3拠点で開催された。
- 2019年10月2日より毎月第1水曜にYES-fm『WEST SIDE JUNK ROCK』のパーソナリティを務める。

2020年
- 2020年1月29日、これまでにリリースした6タイトル14曲のサブスクリプションサービス配信を開始。
- 2020年2月5日、シングル「ドコココ」配信開始
- 2020年2月7日、ガールズユニットB.O.L.Tに楽曲「SLEEPY BUSTERS」を提供。配信がスタートした。楽曲・演奏・コーラスは愛はズボーン、作詞とジャケットアートワークは金城昌秀が担当した。[9]
- 2020年5月10日よりnoteにて愛はズブログ『月刊愛はズボーン』をスタート。毎月10日に更新される。[10]

## メンバー
- 金城 昌秀（かねしろ まさひで、1990年2月4日（35歳） - ）- ギター・ボーカル担当。

ホームページデザイン、ミュージックビデオ、CDジャケット、ポスター、グッズなど、バンドのアートワークを担当している。ミュージックビデオ制作やアートワークに関しては、他アーティストの作品も多数手掛けている（#金城昌秀(Gt,Vo)が制作に関わった作品も参照）。
「カネシロマサヒデ」と表記されることもある。
漫画、ゲーム、ガンプラ製作、映画講評などの趣味、および作曲やアートワーク製作を個人のTwitCastingチャンネル、switch tv等にて不定期に配信している。
FM802 RADIO ∞ INFINITYのホームページ、Twitterなどで2017年11月24日より金城が制作した番組ロゴ、キャラクター（ネグムくん）が使用されている。
2018年10月～12月の3か月間MBSラジオ「週刊ヤングフライデー」に出演。アキナのパートナーを金（かね）スケというニックネームで務めた。
2019年2月よりKING BROTHERSのドラム、ゾニーとポッドキャスト「ゾニーとカネシロのゾニカネ！」を配信。
2019年9月23日に自身デザインのオリジナルグッズの通販サイトをSUZURIに開設。ホームページ用に制作したキャラクターステッカー、楽曲Tシャツなどの販売を行う。
2019年12月よりwebマガジン「フラスコ飯店」にて月1本程度の映画コラムを担当している。
2020年1月30日より、空きっ腹に酒のボーカルゆきてると共に、2人で様々な「はじめて」を体験するYouTubeチャンネル『週末電波放送』をYES-fmWEST SIDE JUNK ROCKのチャンネル内で開始。音楽・ゆきてる、編集・金城、作家・ヨーロッパ企画作家さこの3人で制作する番組である。
2020年2月11日、大阪府立体育館で開催される岡崎体育ワンマンライブ「OKAZAKI ROCK FESTIVAL 2020」で発売されるTシャツのデザインを担当した。
- 儀間 建太（ぎま けんた、1991年12月24日（33歳） - ）- ボーカル・ギター担当。

身長187 cmと甘いマスク、ライブにおいてはスーパーエンターテイナーとしてパフォーマンスする。また、バンドグッズのモデルを担当。
コラージュや絵画などアートワークを行う。
「GIMA☆KENTA」と表記されることもある。
2016年よりスノーゴーグル、サングラスブランドD:RECT.社のモデルを務めている。
2018年12月31日に開催されたヨーロッパ企画カウントダウン2018→2019 in KBSホール「第10回ショートショートムービーフェスティバル」で上演された作品に出演。MV以外で役者としての第1作目となった。
フリーランスチームである合同会社PIXELGRAMのメンバー。第1弾コンテンツである大阪・なんばに2019年10月6日にオープンしたコ・ワーキングスペース兼フリースペース「ORANGE PARK」の開設、運営に携わり「園長」の1人を務めている。
2020年2月よりSpotifyニューカマ―プレイリスト「Early Noise2019」の広告ナレーションを担当。
2020年より衣料品ブランドweac.のモデルを務めている。
2022年12月24日、ガールズバンド・Hump Backの林萌々子との結婚を報告。
- 白井達也（しらい たつや、1989年10月10日（35歳） - ）- ベース担当。

楽曲のMIXや初期オフィシャルホームページの制作を含め広報業務も担う。
不定期にSWICH TVにて「だらだらゲーム配信」と称するゲーム配信を行っており、一部アーカイブはYouTubeでも配信されている。配信時は視聴者から「達兄（たつにい）」と呼ばれており、岡崎体育、夜の本気ダンスの鈴鹿秋斗、w-inds.の橘慶太、よっしー（一般人）、と共に、KSB（KYOTO SANDBAGS）というゲームチームで活動している。
- 富永遼右（とみなが りょうすけ、1989年12月21日（35歳） - ）- ドラムス担当。

「Rhythm & Drums magazine」2019年04月号の「DM Debut the Special 2019」のコーナーにインタビューが掲載された。
2019年にTシャツブランド「ハードコアチョコレート」のモデルをつとめる。
金城とは幼馴染であり、幼稚園～専門学校まで共に過ごし今に至る。

## ディスコグラフィー

### デモ
1. パラレルナントカカントカ(2012/5/6)
  1. 愛はズボーン
  2. RIKACO
  3. ラブラブチューイングガムガムチュー
  4. アイス食べたい
  5. まさかのイマジネイション
2. エレクトリックオーシャンビュー(2012/12/17)
  1. エレクトリックオーシャンビュー
  2. ニャロメ! (studio demo)
  3. シャチプールインザアメリカ (studio demo)
3. 3!(2013/12/8)
  1. エレクトリックオーシャンビュー
  2. アナコンダ
  3. ニャロメ!
4. 恋のスーパーオレンジ(2014/2/26)
  1. シャチプールインザアメリカ
  2. イエロークラベトリカ
  3. 恋のスーパーオレンジ

### シングル
|     | 発売日                   | タイトル                                   | 規格品番    | 収録曲                                                                               | 備考                         |
| --- | ------------------------ | ------------------------------------------ | ----------- | ------------------------------------------------------------------------------------ | ---------------------------- |
| 1st | 2016年07月06日           | RIKAKO                                     | TGUY-001    | 1. RIKAKO 2. ラブラブチューイングガムガムチュー 3. BABY君は悪魔ちゃん(岡崎体育Remix) | オリコン最高160位 数量限定盤 |
| 2nd | 2017年04月05日           | ゆ～らめりか                               | TGUY-004    | 1. ゆ〜らめりか 2. へんなの 3. 恋のスーパーオレンジ                                  | 数量限定盤                   |
|     | 2017年11月03日           | 銀ギラ                                     | TOYOTOY-004 | 1. 銀ギラ 2. Z scream!                                                               | 7 inch record                |
|     | 2018年06月16日           | でもごるごん                               |             | 1. でもごるごん 2. しゃーでんふろいで 3. アースダイビング                            | 会場限定シングル             |
| 3rd | 2019年02月20日           | Psycho Western                             | TGUY-007    | 1. Psycho Western 2. adult swim-BAND SET-                                            |                              |
| 4th | 2019年5月29日            | インパルスラン！/えねるげいあ              | TGUY-008    | 1. インパルスラン! 2. えねるげいあ                                                   |                              |
| 5th | 2020年02月05日           | ドコココ                                   | TGUY        | 1. ドコココ                                                                          | サブスクリプション配信       |
|     | 2020年04月09日～05月09日 | チュパカブラダンス(マスタリングバージョン) |             | 1. チュパカブラダンス                                                                | 期間限定ダウンロード販売     |
| 6th | 2020年06月03日           | READY GO                                   | TGUY        | 1. READY GO                                                                          | サブスクリプション配信       |
| 7th | 2020年10月7日            | ひっくりかえす                             |             | 1. ひっくりかえす                                                                    |                              |
|     | 2021年2月24日            | BEAUTIFUL LIE                              |             | 1. BEAUTIFUL LIE                                                                     |                              |
|     | 2022年4月6日             | まじかるむじか                             |             | 1. まじかるむじか                                                                    |                              |
|     | 2022年8月17日            | ケミカルカルマ                             |             | 1. ケミカルカルマ                                                                    |                              |
|     | 2022年9月14日            | NEW SNEAKER MEMORIES                       |             | 1. NEW SNEAKER MEMORIES                                                              |                              |
|     | 2023年1月11日            | SPACE OUT !                                |             | 1. SPACE OUT !                                                                       |                              |
|     | 2023年7月26日            | ヘルステロイド                             |             | 1. ヘルステロイド                                                                    |                              |
|     | 2024年1月31日            | ひっかきまわす                             |             | 1. ひっかきまわす                                                                    |                              |

### アルバム
|          | 発売日         | タイトル                            | 規格品番                        | 収録曲 | 備考                           |
| -------- | -------------- | ----------------------------------- | ------------------------------- | --- | ------------------------------ |
| 1st mini | 2015年02月04日 | IWZBN                               | DQC-1441                        | 1. 愛はズボーン 2. ニャロメ! 3. ひっぱられる 4. トーリライクウェル 5. IWZBN 6. まさかのイマジネイション 7. デーモンのレモン | オリコン最高240位              |
| 2nd mini | 2016年02月10日 | MAGMAそれは太陽のデジャヴュ         | DQC-1515                        | 1. 新ウルトラC 2. MAJIMEチャンネル 3. アナコンダ 4. ピカソゲルニカ 5. BABY君は悪魔ちゃん 6. エレクトリックオーシャンビュー | オリコン最高291位              |
| 1st      | 2017年11月15日 | どれじんてえぜ                      | TGUY-005                        | 1. どれじんてえぜ 2. ちゅうぶらりん 3. Z scream! 4. adult swim -friends 岡崎体育- 5. 27 6. もねの絵のよう 7. 空飛ぶピンクのユニコーン 8. MAJIMEチャンネル ver.2.0 9. Strawberry Mind 10. デーモンのレモン 11. ゆ～らめりか 12. 生きてるって感じ | オリコン最高223位              |
| 2nd      | 2021年5月19日  | TECHNO BLUES                        | TGUY-013                        | 1. ぼくらのために part 1 2. FLASH BEATS & JUMP 3. ひっくりかえす 4. I was born 10 years ago. 5. READY GO 6. ぼくらのために part 2 7. SORA 8. ドコココ 9. BEAUTIFUL LIE 10. BARAO 11. えねるげいあ |                                |
| tribute  | 2021年10月13日 | I was born 10 years ago.～TRIBUTE～ | TGUY-014                        | 1. THIS IS JAPAN/Z scream! 2. 空きっ腹に酒/MAJIMEチャンネル 3. キュウソネコカミ/まさかのイマジネイション 4. Hump Back/ニャロメ！ 5. ナードマグネット/恋のスーパーオレンジ 6. KING BROTHERS/愛はズボーン 7. Helsinki Lambda Club/ピカソゲルニカ 8. DENIMS/ゆ～らめりか 9. 夜の本気ダンス/BABY君は悪魔ちゃん 10. 岡崎体育/エレクトリックオーシャンビュー                                                                        | 10周年記念トリビュートアルバム |
| cover    | 2021年10月13日 | I was born 10 years ago.～COVER～   | TGUY-015                        | 1. ウィーアーインディーズバンド!!（キュウソネコカミカバー） 2. 星丘公園（Hump Backカバー） 3. SMILE SMILE（夜の本気ダンスカバー） 4. 午時葵（Helsinki Lambda Clubカバー） 5. カンタンなビートにしなきゃ踊れないのか（THIS IS JAPANカバー） 6. THE GREAT ESCAPE（ナードマグネットカバー） 7. LAST DANCE（DENIMSカバー） 8. XXXXX（KING BROTHERSカバー） 9. 生きるについて（空きっ腹に酒カバー） 10. エクレア（岡崎体育カバー） | 10周年記念カバーアルバム       |
| 4th      | 2021年10月13日 | MIRACLE MILK                        | TGUY-019:限定盤 TGUY-018:通常盤 | 1. IN OUT YOU ～Good Introduction～ 2. ひっかきまわす 3. MIRACLE MILK 4. イッチーピーチ 5. ケミカルカルマ 6. 最後のひとり 7. SPACE OUT ! 8. Strange Yellow 9. ヘルステロイド 10. まじかるむじか 11. 笑う光 12. NEW SNEAKER MEMORIES ～album ver.～ |                                |

### 参加作品
| 発売日         | タイトル                                                                 | 規格品番  | 収録曲                         |
| -------------- | ------------------------------------------------------------------------ | --------- | ------------------------------ |
| 2012年05月01日 | SOUND AROUND KOBE'12                                                     | SAK-001   |                                |
| 2014年10月29日 | What are you up to?                                                      | TRJC-0012 | エレクトリックオーシャンビュー |
| 2015年11月25日 | WARIKAN                                                                  | BZCS-5030 | ひっぱられる                   |
| 2017年11月22日 | NOT FORMAL -NEW ALTERNATIVE-                                             | KRSE-2    | へんなの                       |
| 2020年03月31日 | 心斎橋アメリカ村三角公園vision『RIBIA TV』みんなを笑顔にするプロジェクト |           | 生きてるって感じ 声:GIMA☆KENTA |
| 2020年05月     | LIVE HOUSE AID IN MIHOUDAI デジタルコンピ音源「ここにある音楽12」        |           |                                |
| 2020年06月20日 | 2DK records × HUNGRY OVER RECORDSコンピレーションCD『ATONS COMPI』       |           | ドコココ                       |

## タイアップ一覧
| 使用年 | 曲名          | タイアップ                                               |
| ------ | ------------- | -------------------------------------------------------- |
| 2020年 | ドコココ      | 『アプリ式バルイベント"グルメエクスプローラー"』CMソング |
| 2021年 | BEAUTIFUL LIE | 全国音楽情報TV『MUSIC B.B.』5月度ENDINGレコメンド        |

## 主催イベント
- アメ村天国

2016年より、アメリカ村全体を会場としたフェス「アメ村天国」を主催している。本フェスは、音楽、お笑い、アート、フードといったアメリカ村の文化を融合したエンターテイメント性の高いイベントであり、彼らの活動拠点であるアメリカ村からカルチャー・シーンを盛り上げることを目的に年1回秋に開催するお祭りである。
- GIMA☆生誕祭

儀間の誕生日の12月24日に毎年開催される生誕祭。この日だけ結成される「おしっこ」の出演が恒例である。※「おしっこ」は西村竜哉(元プププランド)、ちひろ(元THE BOSSS)、新居達成（漫画家）、はしも(Youth Cofee)等から成るバンド
- SUMMERズボップくん

2014年より、プププランド、THE BOSSSの3バンド共催による夏フェス「SUMMERズボップくん」を名村造船所跡地で開催。2018年8月4日の第4回目がFINALとなった。

## 配信番組
- MAJIMEチャンネル

金城と儀間の二人で「MAJIMEチャンネル」と題する生番組を不定期に配信している。これは、2014年頃まで金城と儀間の二人で行っていたUstream番組「MAJIMEチャンネル」が原型となっている。2016年2月に関西の音楽情報サイト「音楽とロック」とのコラボレーション企画で復活した後、2016年8月から2017年10月にかけてツイキャス配信でも実施されていたが一時休止。2018年7月にYouTube Live配信にて復活した。YouTubeにアーカイブされるのは前半約1時間の「MAJIMEチャンネル」部分のみだが、生配信ではその後、「居残りGINGAクラブ」（公募によりリスナーのエントの案が採用）と名付けられた、視聴者と酒を飲みながら雑談をしているようなリラックススタイルの配信が続けられる。2019年10月2日に心斎橋ロフトプラスワンWESTでMAJIMEチャンネルの第1回公開生配信イベントが開催された。
- テンミニ！

2020年4月より金城と儀間の二人で新たなYouTube配信を開始。ひとつのテーマにそって10分間ノーカットでトークする番組である。毎週日曜日20時ごろ更新される。

## ミュージックビデオ
| 撮影・監督・編集               | 曲名                                      | 公開日         | 備考                                        |
| ------------------------------ | ----------------------------------------- | -------------- | ------------------------------------------- |
| 金城昌秀                       | 「アイス食べたい」                        | 2011年12月03日 |                                             |
| 金城昌秀                       | 「ラブラブチューイングガムガムチュー」    | 2012年06月29日 |                                             |
| 金城昌秀                       | 「まさかのイマジネイション」              | 2012年10月12日 |                                             |
| 金城昌秀                       | 「エレクトリックオーシャンビュー」        | 2013年10月06日 |                                             |
| 金城昌秀                       | 「愛はズボーン」                          | 2015年01月16日 |                                             |
| 金城昌秀                       | 「IWZBN」                                 | 2015年05月09日 |                                             |
| 金城昌秀                       | 「MAJIMEチャンネル」                      | 2016年01月15日 |                                             |
| 金城昌秀                       | 「すかたん」                              | 2016年02月03日 | いざゆかんとす！(愛はズボーン×岡崎体育)名義 |
| 金城昌秀                       | 「新しいウルトラC」                       | 2016年04月21日 |                                             |
| 金城昌秀                       | 「ゆ〜らめりか」                          | 2017年03月31日 |                                             |
| 金城昌秀                       | 「どれじんてえぜ」                        | 2017年11月01日 |                                             |
| 金城昌秀                       | 「でもごるごん(3曲入り)-official audio-」 | 2018年06月14日 |                                             |
| 撮影：布村喜和、映像：井上圭佑 | 「Western」                               | 2019年02月08日 |                                             |
| 金城昌秀                       | 「インパルスラン！」                      | 2019年05月17日 |                                             |
| 金城昌秀                       | 「えねるげいあ」                          | 2019年06月28日 |                                             |
| GIMA☆KENTA                     | 「パリいくフューチャー」                  | 2020年9月12日  |                                             |
| 金城昌秀                       | 「ひっくりかえす」                        | 2020年10月25日 |                                             |
| Franz K Endo                   | 「BEAUTIFUL LIE」                         | 2021年3月2日   |                                             |
| 金城昌秀                       | 「ぼくらのために part 1」                 | 2021年4月29日  |                                             |
| 金城昌秀                       | 「FLASH BEATS & JUMP」                    | 2021年6月21日  |                                             |
| 金城昌秀                       | 「まじかるむじか」                        | 2022年4月17日  |                                             |
| 金城昌秀                       | 「ケミカルカルマ」                        | 2022年8月17日  |                                             |
| Ryoma Matsumoto                | 「NEW SNEAKER MEMORIES」                  | 2022年9月14日  |                                             |

## 金城昌秀(Gt,Vo)が制作に関わった作品
| アーティスト名                               | 作品名                   | 公開日           | 担当                                                                 | 備考                                        |
| -------------------------------------------- | ------------------------ | ---------------- | -------------------------------------------------------------------- | ------------------------------------------- |
| THE BOSSS                                    | 「DANCE WITH ISOLATION」 | 2014年10月08日   | MV                                                                   |                                             |
| THE BOSSS                                    | 「RAIN」                 | 2015年05月23日   | MV編集                                                               |                                             |
| プププランド                                 | 「BABY」                 | 2015年06月01日   | MV製作・編集                                                         |                                             |
| クチナシ                                     | 「リニューアル」         | 2015年07月23日   | MV製作                                                               |                                             |
| daisy loo                                    | 「閃光」                 | 2015年07月31日   | MV director                                                          |                                             |
| ギャーギャーズ                               | 「ノコギリと月」         | 2015年07月30日   | MV編集                                                               | 美少女とロック×ギャーギャーズMVコラボ第1弾  |
| ギャーギャーズ                               | 「ドリフみたいな人」     | 2015年08月15日   | MV編集                                                               | 美少女とロック×ギャーギャーズMVコラボ第2弾  |
| ギャーギャーズ                               | 「逆襲」                 | 2015年08月30日   | MV編集                                                               | 美少女とロック×ギャーギャーズMVコラボ第3弾  |
| ギャーギャーズ                               | 「チャリンチャリン」     | 2015年09月15日   | MV編集                                                               | 美少女とロック×ギャーギャーズMVコラボ第4弾  |
| ギャーギャーズ                               | 「中学3年生」            | 2015年09月30日   | MV編集                                                               | 美少女とロック×ギャーギャーズMVコラボ第5弾  |
| ギャーギャーズ                               | 「新興宗教民放放送」     | 2015年10月15日   | MV編集                                                               | 美少女とロック×ギャーギャーズMVコラボ第6弾  |
| ギャーギャーズ                               | 「ジェイソン」           | 2015年10月30日   | MV編集                                                               | 美少女とロック×ギャーギャーズMVコラボ第7弾  |
| ギャーギャーズ                               | 「バカ」                 | 2015年11月15日   | MV編集                                                               | 美少女とロック×ギャーギャーズMVコラボ第8弾  |
| ギャーギャーズ                               | 「ダンスホール」         | 2015年11月30日   | MV編集                                                               | 美少女とロック×ギャーギャーズMVコラボ第9弾  |
| ギャーギャーズ                               | 「口癖」                 | 2015年12月15日   | MV編集                                                               | 美少女とロック×ギャーギャーズMVコラボ第10弾 |
| THE BOSSS                                    | 「NIGHT HOLD DIE」       | 2016年03月04日   | MV監督(ちひろと共同)                                                 |                                             |
| 神頼みレコード                               | 「出来るやってみたい」   | 2016年04月27日   | MV撮影・編集                                                         |                                             |
| THEロック大臣ズ                              | 「刹那」                 | 2016年04月30日   | MV監督・脚本(以上たなかけんすけと共同)・撮影・編集                   |                                             |
| Tequeolo Caliqueolo                          | 「BORDER」               | 2016年06月17日   | MV                                                                   |                                             |
| BLENDY MOTHER FATHER                         | 「クレームクリーマー」   | 2016年06月23日   | MV監督                                                               |                                             |
| THE BOSSS                                    | 「In the city」          | 2017年03月17日   | MV編集                                                               |                                             |
| 神頼みレコード                               | 「容赦ないね」           | 2017年04月10日   | MV                                                                   |                                             |
| ナードマグネット                             | 「DUMB DONG」            | 2017年11月15日   | MV監督                                                               |                                             |
|                                              | 「FM802 RADIO∞INFINITY」 | 2017年11月24日   | 番組ロゴ、キャラクター「ネグムくん」                                 | FM802 RADIO∞INFINITY                        |
| KITANO REM                                   | 「ジャンキーの革命」     | 2017年12月13日   | MV撮影・監督                                                         |                                             |
| フィッシュライフ                             | 「未来世紀天王寺Ⅱ」      | 2018年01月10日   | MV Director                                                          |                                             |
| RED EARTH                                    | 「Holiday Drive」        | 2018年04月28日   | MV撮影・監督・編集                                                   |                                             |
| AKANOTANIN                                   | 「twilight」             | 2018年05月09日   | MV film Direction                                                    |                                             |
| THE BOSSS                                    | 「明日になれば」         | 2018年05月10日   | MV撮影・監督・編集                                                   |                                             |
| 代代代                                       | 「ZZアリン」             | 2018年07月20日   | MV監督                                                               |                                             |
| あの娘はウォンバット                         | 「頭がよくなる歌」       | 2019年06月02日   | MV監督                                                               |                                             |
| Bacon                                        | 「Best of Bacon」        | 2019年07月10日   | アルバムジャケット作画                                               |                                             |
| アフターアワーズ                             | 「バイバイ」             | 2019年09月14日   | MV監督                                                               |                                             |
| B.O.L.T                                      | 「SLEEPY BUSTERS」       | 2020年02月07日   | 楽曲・演奏・コーラス(以上、愛はズボーン全員)、ジャケットアートワーク |                                             |
| YES-fm WEST SIDE JUNK ROCK YouTubeチャンネル | 「週末電波放送」         | 2020年01月30日～ | 出演、動画編集                                                       |                                             |
| 代代代                                       | 「OH! HAPPY DIE」        | 2020年05月24日   | MV監督                                                               |                                             |
| COSMOS                                       | 「Colors」               | 2020年09月02日   | MV監督、撮影、編集                                                   |                                             |
| KANG SIGH HYPER CREW                         | 「Floor Machine」        | 2022年08月24日   | 作詞、作曲、ボーカル                                                 |                                             |

## 主なライブ

### 主催ライブ・企画
- 2012年12月02日 - 愛はズボーン初企画・初ライブ1周年イベント「愛はズボーンのただ観たい」@神戸スタークラブ
w/RETRO POLICE / フレデリック / プププランド / エキセントリックダイバーメン / LADY FLASH / 倅 on the union city / NITORON
- 2013年07月15日 - 2MAN企画「終わったと思たやろ」@十三ファンダンゴ
w/江坂キューティリップス(O.A) / エキセントリックダイバーメン
- 2013年12月08日 - 愛はズボーン2周年企画イベント@神戸スタークラブ 初名ばかりワンマン「ヒーローは遅れて登場するそれがメキシコ式」ワンマンライブ＆バックビート、マージービート サーキットイベント「ただ見たいvol.2」同時開催
w/ギャーギャーズ / いったんぶ / LADY FLASH / DAISY LOO / プププランド / theBOSS / 夜行性のドビュッシーズ / エキセントリックダイバーメン
- 2014年02月26日 - 『セノビウス』@心斎橋pangea
w/DAISY LOO / 夜行性のドビュッシーズ / エキセントリックダイバーメン / 【DJ】onion night! / THE BOSSS(O.A.)
- 2014年11月09日 - 『セノビウス２』@心斎橋pangea
w/いったんぷ / memento森 / AFRICA
- 2015年04月05日～05月22日 - 愛はズボーン『IWZBN』リリースツアー(「たまごうまれたツアー」(別名)、「忘れな音vol.5」(広島))
w/DENIMS / THE・キャンプ / 夜行性のドビュッシーズ / DAISY LOO / ゆれる / GENSHOU-現象- / 南風とクジラ / sukida dramas / ノヤマシラカワ / ドミコ / チアンナコルズ / 少年フォーク / 七曲レンヤ / 神頼みレコード / uguis / その隙間から / ユリイカ / ROLLICKSOME SCHEME / THE BOSSS / フリクションラブ / THEロック大臣ズ / 踊る！ディスコ室町 / 完全にノンフィクション / ペロペロしてやりたいわズ。 / The Folkees / ヒグチアイ / DJ:AZ(onion night!) / VJ:MAR(onion night!) / 笹口騒音ハーモニカ / THE BOY MEETS GIRLS / パンパンの塔 / コンテンポラリーな生活 / 空きっ腹に酒 / 夜の本気ダンス / febs / pappa
- 2015年10月04日 - DENIMSとの共同企画「DENIMZBORN」@下北沢ERA
- 2015年10月07日 - 『POWER!POWER!POWER!』@心斎橋pangea
w/コンテンポラリーな生活 / 岡崎体育 / 【DJ】飯室大吾(FM802)
- 2016年03月06日～05月29日 - 愛はズボーン 2nd mini Album『MAGMAそれは太陽のデジャヴュ』リリースツアー
w/Large House Satisfaction
- 2016年07月18日～09月17日 - 「RIKAKO」リリース記念～東・名・阪・ドラ・ドラで満貫8000点ツアー～
w/パノラマパナマタウン/撃鉄/The Bosss / コンテンポラリーな生活 / aquarifa / ガラス越しの暴走 / told / 裸体 / Tempalay / kidorikidori / SPARK!!SOUND!!SHOW!! / Believe In yourself / ファジーロジック / その隙間から / Helsinki Lambda Club / プププランド / DENIMS / 踊るディスコ室町 / the servicebobupDJ's / sukida dramas / about a ROOM
- 2017年05月16日〜05月22日 - 愛はズボーン「ゆ～らめりか」リリースツアー
w/SPARK!!SOUND!!SHOW!! / deronderonderon / Monaca yellow city / Tempalay / teto / Wienners
- 2018年01月11日〜02月03日 - 愛はズボーン×DENIMS Wレコ発ツアー「デニムズボーンツアー2018」
w/yEAN / プププランド
- 2018年02月17日〜02月24日 - 愛はズボーン1stALBUM「どれじんてえぜ」発売記念"すぺ～すしゃとるつあ～2018"
- 2018年03月04日〜03月31日 - 愛はズボーン1stALBUM「どれじんてえぜ」発売記念"ちゅうぶらりんツアー2018"
w/THIS IS JAPAN / グッバイフジヤマ / about a ROOM / DENIMS / The Folkees / さよならミオちゃん / ゆーとぴあ学園 / ザ・ジュアンズ / ピッピズ / 勃発 / 超能力戦士ドリアン
- 2018年06月16日〜07月06日 - 愛はズボーン"でもごるごん"ツアー
w/SUNNY CAR WASH / Have a Nice Day! / TENDOUJI
- 2018年08月20日 - TOWATOMO Vol.01
w/SPARK!!SOUND!!SHOW!!
- 2019年03月14日 - POWER!POWER!POWER! Vol.1～Psycho Western release party～@新代田FEVER
w/Walkings / The twenties
- 2019年03月29日 - POWER!POWER!POWER! Vol.1～Psycho Western release party～@心斎橋JANUS
w/モーモールルギャバン/キイチビール&ザ･ホーリーティッツ
- 2019年6月6日 - POWER!POWER!POWER! Vol.2～IMPULSE RUN!RUN!RUN!～＠心斎橋火影
w/コンテンポラリーな生活
- 2019年6月7日 - POWER!POWER!POWER! Vol.2～IMPULSE RUN!RUN!RUN!～＠CLUB ROCKNROLL
w/空きっ腹に酒
- 2019年6月14日 - POWER!POWER!POWER! Vol.2～IMPULSE RUN!RUN!RUN!～＠下北沢DaisyBar
w/DALLJUB STEP CLUB
- 2019年09月21日 - 愛はズワンマンTOUR2019@名古屋CLUB ROCK'N'ROLL
- 2019年09月23日 - 愛はズワンマンTOUR2019@梅田Shangli-La
- 2019年09月29日 - 愛はズワンマンTOUR2019@下北沢SHELTER
- 2019年12月07日 - POWER!POWER!POWER! vol.3～ガチンコ2マンフロアライブ～＠梅田Shangri-La
w/Helsinki Lambda Club
- 2019年12月12日 - POWER!POWER!POWER! vol.4＠新代田FEVER
w/忘れらんねえよ
- 2020年03月27日 - レコーディング生配信＆無観客LIVE生配信＠心斎橋Pangea
- 2020年04月05日 - 【中止】『ドコココ/パリいくフューチャー』カセット発売記念パーティー＠ORANGE PARK
- 2020年06月13日 - 【中止】MAGICAL EAST＠下北沢BASEMENTBAR & THREE
- 2020年06月27日 - 【中止】CHEMICAL WEST＠心斎橋ANIMA
- 2020年06月27日 - POWER!POWER!POWER! vol.5-NATIONAL GREMLIN-＠心斎橋 Live House ANIMA※20名限定現地観覧チケットと配信視聴チケットを販売
- 2021年01月23日 - I was born 10 years ago.
- 2021年05月23日 - 愛はズボーン presents MAGICAL EAST～MEMORY OF BASEMENTBAR RENEWAL OPEN～
- 2021年06月06日〜07月27日 - 愛はズボーン 2nd ALBUM「TECHNO BLUES」Release TOUR
- 2021年11月20日 - 愛はズボーンpresents『I was born 10 years ago. SPECIAL』
- 2022年04月23日 - 愛はズボーン presents『CHEMICAL WEST』
- 2022年05月15日 - 愛はズボーン presents『MAGICAL EAST』

### 主催イベント『アメ村天国』
- 2016年11月12日 - 愛はズボーン presents 「アメ村天国」
w/忘れらんねえよ / 岡崎体育 / ONIGAWARA / 神頼みレコード / THE BOSSS / THE BOY MEETS GIRLS / Helsinki Lambda Club / THEラブ人間 / Creepy Nuts / パノラマパナマタウン / CHAI (バンド) / DOTAMA / SPARK!!SOUND!!SHOW!! / プププランド / Age Factory / フィッシュライフ / deronderonderon / コンテンポラリーな生活 / ハラフロムヘル / ドミコ / ナードマグネット / TENDOUJI / Walkings / THEロック大臣ズ / LADY FLASH / Tempalay / DENIMS / ギャーギャーズ / マッシュ / 花柄ランタン / たかはしほのか
- 2017年11月24日 - アメ村天国2017前夜祭
w/AFRICA / 超能力戦士ドリアン / TENDOUJI
- 2017年11月25日 - 愛はズボーン presents 「アメ村天国2017」
w/ AFRICA / Walkings / ONIGAWARA / 神頼みレコード / 河内REDS / キイチビール & ザ・ホーリーティッツ / Theキャンプ / ギャーギャーズ / クリトリック・リス / 空きっ腹に酒 / SPARK!!SOUND!!SHOW!! / セックスマシーン / soha / Tequeolo Caliqueolo / teto / てら / TENDOUJI / Tempalay / DENIMS / deronderonderon / とみぃはなこ / ドミコ / ドラマチックアラスカ / THE NUGGETS / ナードマグネット / ニガミ17才 / 花柄ランタン / パノラマパナマタウン / ビレッジマンズストア / プププランド / THE BOSSS / THE BOY
- 2018年11月10日 - 愛はズボーン presents 「アメ村天国2018」
w/Tempalay / Hump Back / ハンブレッダーズ / THE BOSSS / TENDOUJI / ギャーギャーズ / AFRICA / 神頼みレコード / Walkings / PJJ / グッバイフジヤマ / deronderonderon / 突然少年 / yEAN / Ring Ring Lonely Rollss / 河内REDS / Theキャンプ / Wienners / Helsinki Lambda Club / the coopeez / THIS IS JAPAN / POT / about a ROOM / 西村竜哉 / 花柄ランタン / 東京カランコロン / グッドモーニングアメリカ / 超能力戦士ドリアン / Gateballers / SPARK!!SOUND!!SHOW!! / クリトリックリス / バレーボウイズ / Bacon / 毛利翔太郎(LONE) / ムノーノ=モーゼス / とみぃはなこ / てら / 代代代 / THE ラブ人間 / ペペッターズ / 須田亮太(ナードマグネット) / 金属バット (お笑いコンビ) / ガリガリガリクソン / リー5世 / 中山女子短期大学
- 2019年11月09日 - 愛はズボーン presents 「アメ村天国2019」
w/ クリトリック・リス / Hump Back / パノラマパナマタウン / 愛しておくれ / ARSKN / 突然少年 / ギャーギャーズ / DENIMS / Brian the Sun / 錯乱前戦 / ステレオガール / THIS IS JAPAN / イヌガヨ / ONIGAWARA / POT / THE SKIPPERS / JABBA DA FOOTBALL CLUB / バレーボーイズ / the twenties / COSMOS / FRSKID / アフターアワーズ / 杉本周太(バレーボーイズ) / てら / みらん / アマイワナ / ROKI / SUP / THE CAMP / トミコ / 時速36km / Bacon / PAN (バンド) / the peggies / Easycome / SpecialThanks / 忘れらんねえよ / 空きっ腹に酒 / モーモールルギャバン / w.o.d. / THEラブ人間 / キイチビール&ザ・ホーリーティッツ / 西村竜哉 / 平岡ひいら / いちやなぎ / 中山女子短期大学 / ロングコートダディ / ヘンダーソン
関連企画１：ORANGE PARKにてアート展示「アメ展ッ！」開催
関連企画２：ラジオドラマ「アメリカ村・グラフィティ」配信。出演 アマイワナ、GIMA☆KENTA、脚本ヨーロッパ企画 左子光晴。第1話「はなこ、アメ村に」、第2話「アメ村の由来」、第3話「アメ村とタピオカと」、第4話「アメ村で流行りの寝るヴァーナ」、第5話「アメ村のお祭り」。
関連企画３：ショートムービー「ヒーローなんだって」上演。監督編集 シタンダリンタ、主演 GIMA☆KENTA、出演 金城昌秀、富永遼右、おかゆ(DENIMS)、吉田大輝、りりかる＊ことぱぉ(AH(嗚呼))、音楽 愛はズボーン
- 2022年11月02日 - 愛はズボーン presents 「アメ村天国2022」
w/ アフターアワーズ / アマイワナ / TENDOUJI / THIS IS JAPAN / DENIMS / the McFaddin / LADY FLASH / Jam Fuzz Kid / SLMCT / おしっこ / アイアムアイ / フリージアン / 多次元制御機構よだか

### 主催イベント『GIMA☆生誕祭』
- 2014年12月24日 - GIMA☆生誕祭
w / 江坂キューティリップス / 夜行性のドビュッシーズ / OKAYU初恋(DENIMS) / Tequeolo Caliquelo / AFRICA / おしっこ / エキセントリックダイバーメン / 長島寛
- 2015年12月24日 - POWER！POWER！POWER！3～GIMA☆生誕祭
w / おしっこ / エキセントリックダイバーメン / 江坂キューティリップス / 西田一紀(DAISY LOO) / 【DJ】AZ(onion night!) / NICO(LADY FLASH) / 夏★しちゃってるBoy(SPARK!!!SOUND!!!SHOW!!!)
- 2016年12月24日 - GIMA☆生誕祭
w / おしっこ / Winter Again(Weezer's copy band)
- 2017年12月24日 - GIMA☆生誕祭
w / おしっこ
- 2018年12月24日 - GIMA☆生誕祭
w / おしっこ / 88balaz(from台湾) / KING BROTHERS / PJJ
- 2019年12月24日 - GIMA☆生誕祭
w / おしっこ

### 主催イベント『SUMMER ズボップくん』
- 2014年07月30日 - SUMMER ズボップくん 2014
共催 / プププランド / THE BOSSS
- 2015年07月19日 - SUMMERズボップくん2015
共催 /  プププランド / THE BOSSS
w / DAISY LOO / 夜行性のドビュッシーズ / ドミコ / クリトリック・リス / 神頼みレコード / DENIMS / 【DJ】onion night!
- 2016年07月18日 - SUMMERズボップくん2016
共催 /  プププランド / THE BOSSS
w / DENIMS / Kidori Kidori / Helsinki Lambda Club / 神頼みレコード / ドミコ / ナードマグネット
- 2017年07月23日 - SUMMERズボップくん2017
共催 /  プププランド / THE BOSSS
w / 神頼みレコード / ナードマグネット / DENIMS / TENDOJI / Tempalay / ドミコ / キイチビール＆ザ・ホーリーティッツ
- 2018年08月04日 - SUMMERズボップくん2018～FINAL～
共催 / プププランド / THE BOSSS
w / DENIMS / ナードマグネット / Tempalay / ドミコ / 神頼みレコード / SPARK!!SOUND!!SHOW!! / TENDOUJI